# Acentroptera ohausi
Acentroptera ohausi là một loài bọ cánh cứng trong họ Chrysomelidae. Loài này được miêu tả khoa học năm 1910 bởi Weise.